# Shipra
De Shipra, ook bekend als de Kshipra, is een rivier in de deelstaat Madhya Pradesh in centraal India. De rivier ontspringt in het Vindhyagebergte ten noorden van Dhar, en stroomt zuidwaarts over het Malwa plateau en mondt vervolgens uit in de Chambal. Het is een van heilige rivieren in het hindoeïsme.
De heilige stad Ujjain ligt op de rechteroever van de rivier. Elke twaalf jaar vindt hier aan de rivieroever het grote festival de Kumbh Mela plaats. Ook zijn er jaarlijkse vieringen ter ere van de riviergodin Kshipra. Langs de oevers van de rivier liggen honderden hindoeheiligdommen. De Shipra is een seizoensrivier. In vroeger tijden was er voldoende water, nu valt de rivier een aantal maanden na de moessonregens droog. Het woord Shipra wordt gebruikt als een symbool van "reinheid" (van geest, emoties, lichaam etc.), "kuisheid" of "helderheid".
- Library of Congress Control Number: sh2005004899
- Nationale Bibliotheek van Israël: 987007561513105171
- Virtual International Authority File: 315143706